# Плавання на Чемпіонаті Європи з водних видів спорту 2018 — 800 метрів вільним стилем (чоловіки)
Змагання з плавання на дистанції 800 метрів вільним стилем серед чоловіків на Чемпіонаті Європи з водних видів спорту 2018 відбулися 7 (попередні запливи) та 8 серпня (фінал).

## Рекорди
|                   | Спортсмен             | Країна | Час     | Місто    | Дата           |
| ----------------- | --------------------- | ------ | ------- | -------- | -------------- |
| Світовий рекорд   | Чжан Лінь             | КНР    | 7:32.12 | Рим      | 29 липня 2009  |
| Рекорд Європи     | Габріеле Детті        | Італія | 7:40.77 | Будапешт | 26 липня 2017  |
| Рекорд чемпіонату | Грегоріо Пальтріньєрі | Італія | 7:42.33 | Лондон   | 20 травня 2016 |

## Результати

### Попередні запливи
| Місце | Заплив | Доріжка | Ім'я                  | Країна          | Час     | Примітки |
| ----- | ------ | ------- | --------------------- | --------------- | ------- | -------- |
| 1     | 2      | 5       | Михайло Романчук      | Україна         | 7:49.96 | Q        |
| 2     | 2      | 4       | Грегоріо Пальтріньєрі | Італія          | 7:50.08 | Q        |
| 3     | 1      | 4       | Марін Могич           | Хорватія        | 7:51.78 | Q        |
| 4     | 2      | 2       | Ян Мічка              | Чехія           | 7:52.14 | Q        |
| 5     | 2      | 7       | Даміен Джолі          | Франція         | 7:52.54 | Q        |
| 6     | 2      | 1       | Доменіко Ачеренца     | Італія          | 7:52.80 | Q        |
| 7     | 3      | 3       | Флоріан Веллброк      | Німеччина       | 7:53.62 | Q        |
| 8     | 3      | 5       | Генрік Крістансен     | Норвегія        | 7:53.94 | Q        |
| 9     | 3      | 2       | Сергій Фролов         | Україна         | 7:54.31 |          |
| 9     | 3      | 6       | Віктор Йоханссон      | Швеція          | 7:54.31 |          |
| 11    | 3      | 1       | Антон Іпсен           | Данія           | 7:54.34 |          |
| 12    | 2      | 3       | Фелікс Обок           | Австрія         | 7:55.56 |          |
| 13    | 1      | 6       | Вук Челіч             | Сербія          | 7:56.58 |          |
| 14    | 3      | 4       | Войцех Войдак         | Польща          | 7:56.83 |          |
| 15    | 2      | 8       | Ілля Дружинін         | Росія           | 7:57.54 |          |
| 16    | 1      | 5       | ТОм Дербішире         | Велика Британія | 7:58.26 |          |
| 17    | 3      | 0       | Джей Лелліотт         | Велика Британія | 7:58.67 |          |
| 18    | 3      | 7       | Геннінг Мюхллейнтнер  | Німеччина       | 7:58.77 |          |
| 19    | 1      | 3       | Альберт Ескрітс       | Іспанія         | 8:01.39 |          |
| 20    | 3      | 8       | Пол Зеллманн          | Німеччина       | 8:03.07 |          |
| 21    | 1      | 2       | Богдан-Андрей Скарлат | Румунія         | 8:03.98 |          |
| 22    | 2      | 0       | Філіп Заборовський    | Польща          | 8:06.48 |          |
| 23    | 2      | 9       | Давід Лакатош         | Угорщина        | 8:07.51 |          |
| 24    | 1      | 1       | Гільєрме Піна         | Португалія      | 8:07.96 |          |
| 25    | 1      | 7       | Андреас Георгакопулос | Греція          | 8:25.42 |          |
| 26    | 1      | 0       | Френк Бердаку         | Албанія         | 8:44.70 |          |
| —     | 1      | 8       | Максим Шемберєв       | Азербайджан     | DNS     | DNS      |
| —     | 1      | 9       | Спіро Гога            | Албанія         | DNS     | DNS      |
| —     | 2      | 6       | Девід Обрі            | Франція         | DNS     | DNS      |

### Фінал[1]
| Місце | Доріжка | Ім'я                  | Країна    | Час     | Примітки |
| ----- | ------- | --------------------- | --------- | ------- | -------- |
| 1     | 4       | Михайло Романчук      | Україна   | 7:42.96 |          |
| 2     | 5       | Грегоріо Пальтріньєрі | Італія    | 7:45.12 |          |
| 3     | 1       | Флоріан Веллброк      | Німеччина | 7:45.60 |          |
| 4     | 8       | Генрік Крістансен     | Норвегія  | 7:46.75 |          |
| 5     | 6       | Ян Мічка              | Чехія     | 7:49.73 |          |
| 6     | 7       | Доменіко Ачеренца     | Італія    | 7:51.64 |          |
| 7     | 2       | Даміен Джолі          | Франція   | 7:56.75 |          |
| 8     | 3       | Марін Могич           | Хорватія  | 7:58.03 |          |